# Christy Turlington
Christy Nicole Turlington (Walnut Creek, 2 gennaio 1969) è una supermodella statunitense, di padre statunitense e madre salvadoregna.

## Carriera
Appare sul retro della copertina del disco dei Duran Duran Notorius del 1986. Tra le campagne pubblicitarie di maggior successo si ricordano il profumo Eternity di Calvin Klein e cosmetici Maybelline. La Turlington forma, unitamente a Linda Evangelista e Naomi Campbell, il "trinity", ossia il trio delle acclamate modelle che nei primi anni novanta dominavano la moda mondiale. Christy Turlington è stata la prima donna su cui è stato visto il piercing all'ombelico in uno show di moda a Londra nel 1993. Si è occupata di svariate campagne benefiche, ma senza trascurare gli affari: famosissima è la cordata di modelle (Claudia Schiffer, Naomi Campbell e Elle Macpherson) con cui ha fondato i Fashion Cafè.
Viene scelta da Prada per essere testimonial del marchio, insieme ad altre modelle, della campagna autunno/inverno 2013/2014, oltre ad essere testimonial della linea Underwear di Calvin Klein. Nel 2019 torna dopo più di 25 anni in passerella a chiudere lo show di Marc Jacobs; la stessa Turlington ha spiegato in un suo post su Instagram di aver sempre amato il designer; l’ultima volta che la supermodella aveva sfilato per il brand era 1993 e un anno dopo aveva rinunciato alla passerella, all’età di soli 25 anni.

## Vita privata
Laureata con lode in Storia dell'arte alla New York University, è di religione cattolica e nel 2003 si è sposata con il regista-attore Edward Burns. I due hanno avuto una figlia, Grace, nata nell'ottobre del 2003 e un figlio, Finn, nato l'11 febbraio 2006.